# Villahermosa (Espanha)

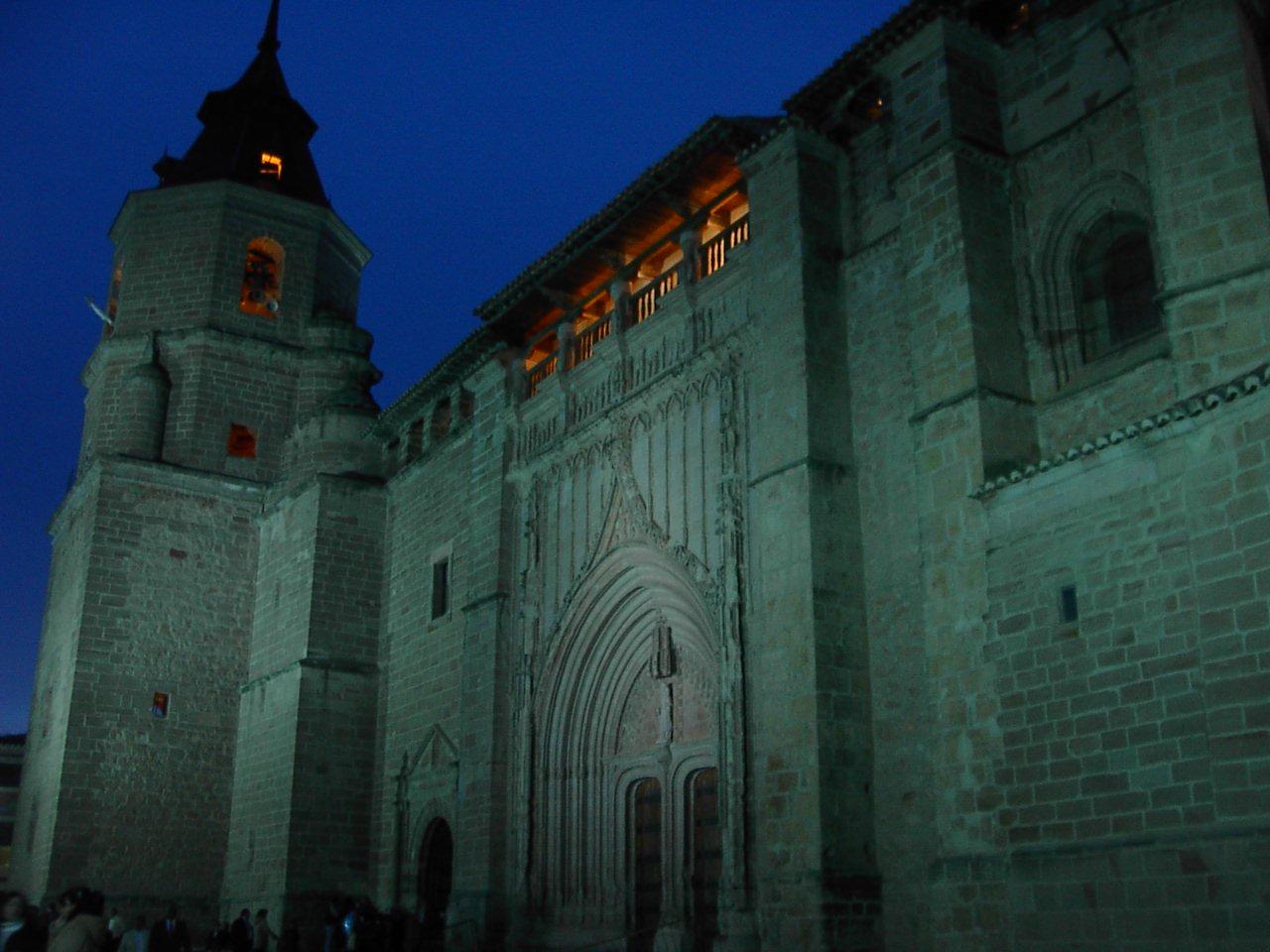
Igreja de Villahermosa.

Villahermosa é um município da Espanha na província de Ciudad Real, comunidade autónoma de Castilla-La Mancha, de área 362,31 km² com população de 2453 habitantes (2004) e densidade populacional de 6,77 hab/km².

## Demografia
| Variação demográfica do município entre 1991 e 2004 | Variação demográfica do município entre 1991 e 2004 | Variação demográfica do município entre 1991 e 2004 | Variação demográfica do município entre 1991 e 2004 |
| --------------------------------------------------- | --------------------------------------------------- | --------------------------------------------------- | --------------------------------------------------- |
| 1991                                                | 1996                                                | 2001                                                | 2004                                                |
| 2974                                                | 2766                                                | 2519                                                | 2453                                                |